# 昭和劇場
昭和劇場（しょうわげきじょう）は、かつて愛知県豊田市にあった映画館。前身は1913年（大正2年）に開館した芝居小屋の大正座（たいしょうざ）。1938年（昭和13年）に大正座を改築して昭和劇場が開館し、1960年代中頃に閉館した。

## 歴史

### 大正座(1913-1938)
1914年（大正3年）1月5日、西加茂郡挙母町（現・豊田市）の竹生町に建設された大正座で上棟式が行われ、6月10日に開場式が行われた。1920年（大正9年）11月6日から2日間は、大正座で大相撲が興行された。11月29日から3日間は大正座で恵比寿講芝居が興行され、連日にわたって木戸が締め切られる盛況だった。
昭和初期の挙母町に映画の常設館はなかったが、劇場は大正座に加えて宝集座もあった。神明町の宝集座は挙母劇場の前身である。この2つの芝居小屋は演劇や浪曲の合間に無声映画を上映していた。名古屋市で封切りされた映画が挙母町の劇場にかかるのは半年ほど後であり、その間にフィルムは傷だらけになっていた。1932年（昭和7年）の挙母町の電話帳によると、大正座の経営者は倉知鍬次郎興行部であり、所在地は挙母町大字挙母久保町12だった。

### 昭和劇場(1938-1963)
その後の大正座は久しく廃業状態だったものの、1938年（昭和13年）4月には梅田辰五郎らによって、買収資本金1万円で昭和劇場株式会社が設立された。昭和劇場株式会社は大正座の建物を改築して昭和劇場に改称し、9月8日と9月9日の2日間には、東京大歌舞伎の七代目松本幸四郎・二代目市川小太夫・五代目市川染五郎・二代目中村芝鶴ら百余名の一座を招いた改築披露興行が行われた。一等席の前売り券は2円70銭であり、両日ともに午後2時に開演している。
挙母劇場は松竹や日活の作品を上映したが、後発の昭和劇場は東宝や大映の作品を上映した。昭和劇場があった竹生通りは豊田市街地の北の入口にあたり、休日には北部の町や村から大勢の観客が自転車で詰めかけた。昭和劇場近くにはうどん屋の大見屋があり、休日の昼飯時にはたいへんな混雑だった。
1951年（昭和26年）3月1日に挙母町が市制施行して挙母市となった時にあった映画館は、昭和劇場と挙母劇場の2館のみである。同年10月28日には挙母市初の近代的映画館としてアート座が開館し、1953年（昭和28年）の挙母市には昭和劇場、アート座、挙母劇場の3館の映画館があった。
トヨタ自動車の企業城下町として発展する挙母市は、1959年（昭和34年）1月1日に市名を豊田市に変更した。全国的に映画館数がピークとなった1960年（昭和35年）の豊田市には、昭和劇場、アート座、挙母劇場の3館の映画館があった。同年の豊橋市には10館、岡崎市には13館、一宮市には14館の映画館があり、これらの都市には大きく水をあけられていた。挙母劇場や昭和劇場の映画上映設備は古く、また新作を早く見ることはできなかった。映画最盛期の豊田市の若者は、名古屋市や岡崎市まで出かけて行って映画を観賞する有様だった。
なお、毘森公園には1954年（昭和29年）に倉知鍬次郎の銅像（三河山鍬次郎翁之像）が建立されている。『映画年鑑 1963年版 別冊 映画便覧 1963』にも昭和劇場の名前が確認できるが、程なくして閉館・廃業となった。2018年（平成30年）現在、駐車場となった跡地の一部には東区区民会館が建っている。

## かつて豊田市中心部にあった映画館
| 画像 | 館名     | 所在地                 | 営業年          |
| ---- | -------- | ---------------------- | --------------- |
|      | 挙母劇場 | 豊田市神明町           | 1882年-1994年頃 |
|      | 昭和劇場 | 豊田市久保町4丁目1番地 | 1913年-1963年頃 |
|      | アート座 | 豊田市喜多町2丁目38    | 1951年-1992年   |